# Calliovarica
Calliovarica is een geslacht van uitgestorven weekdieren uit de klasse van de Gastropoda (slakken). Exemplaren van dit geslacht zijn slechts als fossiel bekend.

## Soorten
- Calliovarica eocensis H. Vokes, 1939 †
- Calliovarica rangiaotea Stilwell, 2014 †